# 浅見香織
浅見 香織（あさみ かおり、1970年2月- ）は、日本の元AV女優。

## 出演作品

### アダルトビデオ
2005年
- 母親失格（9月16日、センタービレッジ）
- 熟女童貞狩り（10月28日、センタービレッジ）
- おかあさん（11月1日、センタービレッジ）
- 初脱ぎミセス（12月25日、マドンナ）

2006年
- 【母子相姦外伝】友達のお母さん （2月13日、ルビー）
- 音楽教室の叔母さんに中出し！！ （2月16日、タカラ映像）
- 母の寝室（2月25日、マドンナ）
- 【近親相姦シリーズ】 淫母相姦 七（4月15日、ドリームステージ）
- 母子相姦遊戯 携帯メールが変えた母の愛 （5月17日、グローバルメディアエンタテインメント）
- 僕のおばさん中出し（6月15日、ドリームステージ）
- 息子愛 近親相姦 母と息子の禁断の中出し 浅見香織 四十三歳（6月16日、タカラ映像）
- 若く逞しいおち○ぽに狂わされた働くおばん 愛蔵版総集編 五の巻（7月18日、タカラ映像）
- 母親失格　総編版　Vol．4（10月26日、センタービレッジ）
- おかあさんDX Vol．2（11月2日、センタービレッジ ドリームステージ）
- 僕のおばさん中出し【総集編】 壱（11月20日、ドリームステージ）
- 実母筆おろし 第弐巻 十二組の親子の初姦ベストセレクション（12月6日、グローバルメディアエンタテインメント）
- 僕のおばさん中出し【総集編】（12月11日、ドリームステージ）
- 母のおしゃぶり【総集編】（12月15日、ドリームステージ）
- 息子愛 近親相姦 母と息子の禁断の中出し 愛蔵版総集編 弐の巻（12月21日、タカラ映像）

2007年
- 由比武近親相姦作品集（4月30日、ドリームステージ）
- 【近親相姦シリーズ】 淫母相姦 総集編 弐（5月18日、ドリームステージ）
- 事件簿 息子とその友達に監禁された母親（7月10日、KTファクトリー）
- 馬乗り熟女 第参巻 熟女十八人の騎乗位ベストセレクション（8月8日、グローバルメディアエンタテインメント）
- 奥様謝肉祭（12月4日、ダイナマイトエンタープライズ）

2008年
- 母と子の性生活 2（2月25日、ドリームステージ）
- 中出し美熟女セレクション VOL.5（7月22日、Yellow Duck）
- 【母子相姦外伝】友達のお母さん 4時間スペシャルセレクション（10月4日、ルビー）
- オナニー中毒の母たち 3（11月20日、ドリームステージ）

2009年
- お母さん、あの穴に帰りたい…（12月24日、Yellow Duck）

2010年
- 近親相姦 お母さん中に出していいですか？（6月24日、Yellow Duck）